# Heiko Becker-Sassenhof

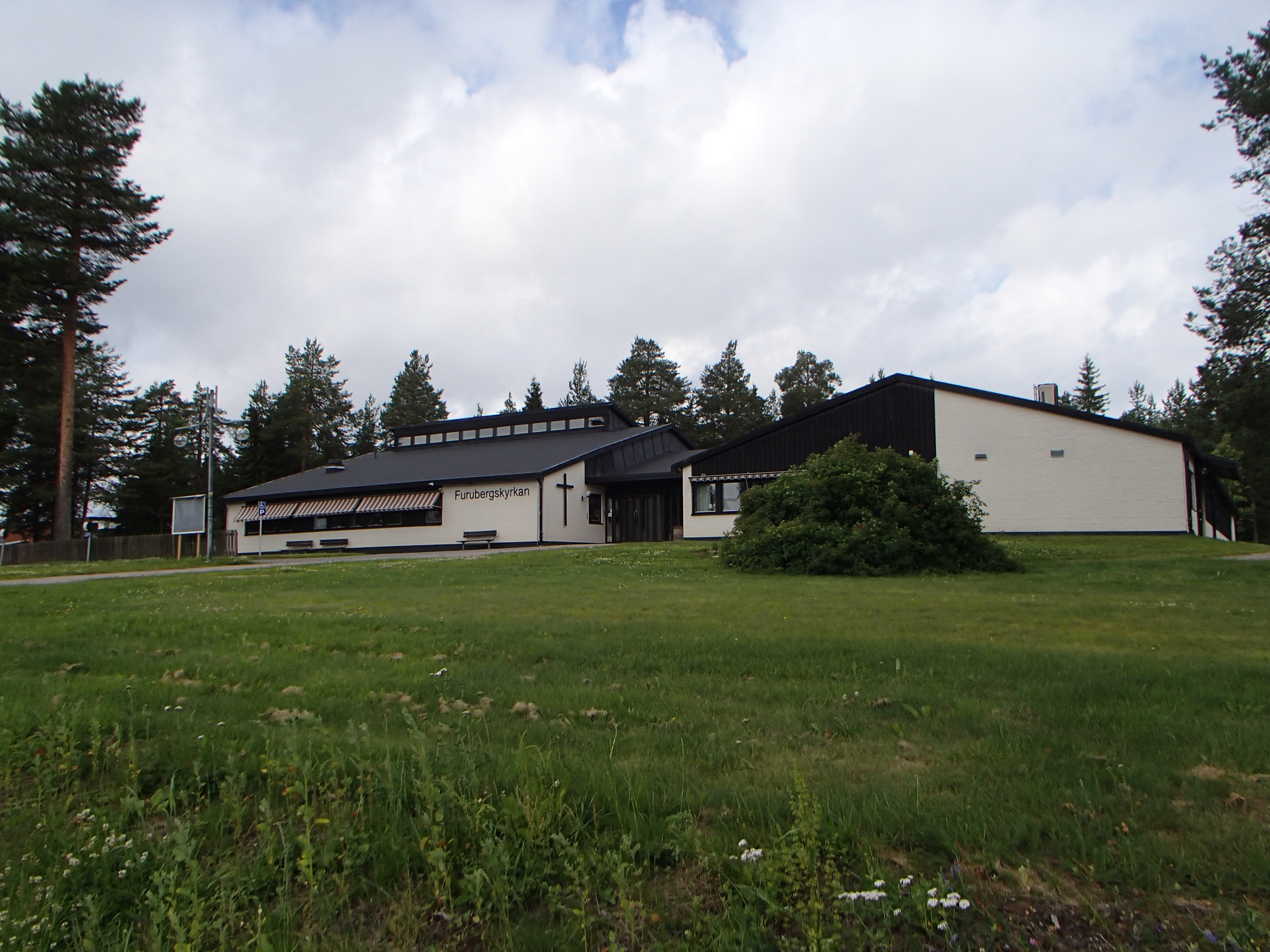
Furubergskyrkan i Piteå (1976).

Heiko Becker-Sassenhof, född 7 juli 1928 i Bremen, död 14 december 2015 i Lenhovda församling, Kronobergs län, var en tysk-svensk arkitekt. 
Becker-Sassenhof, som var son till arkitekt Ernst Becker-Sassenhof, utexaminerades från Technische Hochschule i Karlsruhe 1952, anställdes på byggnadskontor i Delmenhorst 1952, Kungliga Tekniska högskolan 1954, hos AOS Arkitekter i Stockholm 1955, Gottfrid Bergenudd i Piteå 1957 och var ledare för Norrbottenskommunernas arkitekt- och byggnadskontor i Piteå 1960–1966. Han var stadsarkitekt i Hortlax, Norrfjärdens, Arvidsjaurs och Arjeplogs landskommuner. Han ritade bland annat idrottshallar, hyreshusbebyggelse, skolor och kyrkor.